# 白俄羅斯政府
白俄羅斯共和國政府（羅馬化：Urad Respubliki Byelarus）在白俄罗斯是国家权力的行政机关，它由白俄罗斯总统任命。政府首脑是白俄罗斯总理。

## 部門
- 農業和食品部
- 建築與建築部
- 通信和信息化部
- 文化部
- 國防部
- 經濟部
- 教育部
- 緊急情況部
- 能源部
- 財政部
- 外交部
- 林業部
- 衛生部
- 住房和公共服務部
- 工信部
- 信息產業部
- 內務部
- 司法部
- 勞動和社會保障部
- 自然資源和環境保護部
- 財政部稅收徵管部
- 貿易部
- 交通和通訊部
- 體育和旅遊部
- 教育部的統計與分析部[1]

## 腳注
1. ↑  ЗАКОН РЕСПУБЛИКИ БЕЛАРУСЬ О Совете Министров Республики Беларусь （页面存档备份，存于）（俄文）.   [2018-01-13]. 原始内容存档于2016-09-16.